# Музей азербайджанской литературы имени Низами Гянджеви
Музе́й азербайджа́нской литерату́ры и́мени Низами́ Гянджеви́ (азерб. Nizami Gəncəvi adına Azərbaycan ədəbiyyatı muzeyi) — музей Азербайджана. Музей представляет собой богатое собрание произведений духовной культуры.

## Общие сведения
Основан в Баку в 1939 году. Расположен в центре столицы Азербайджана, недалеко от площади Фонтанов и входа в Ичери Шехер.
Целью деятельности музея является сбор, исследование и хранение научных и иных материалов об азербайджанской литературе и культуре, представление этих материалов в экспозициях и на выставках.
В музее проводятся научные исследования, издаются книги и монографии.

## История музея

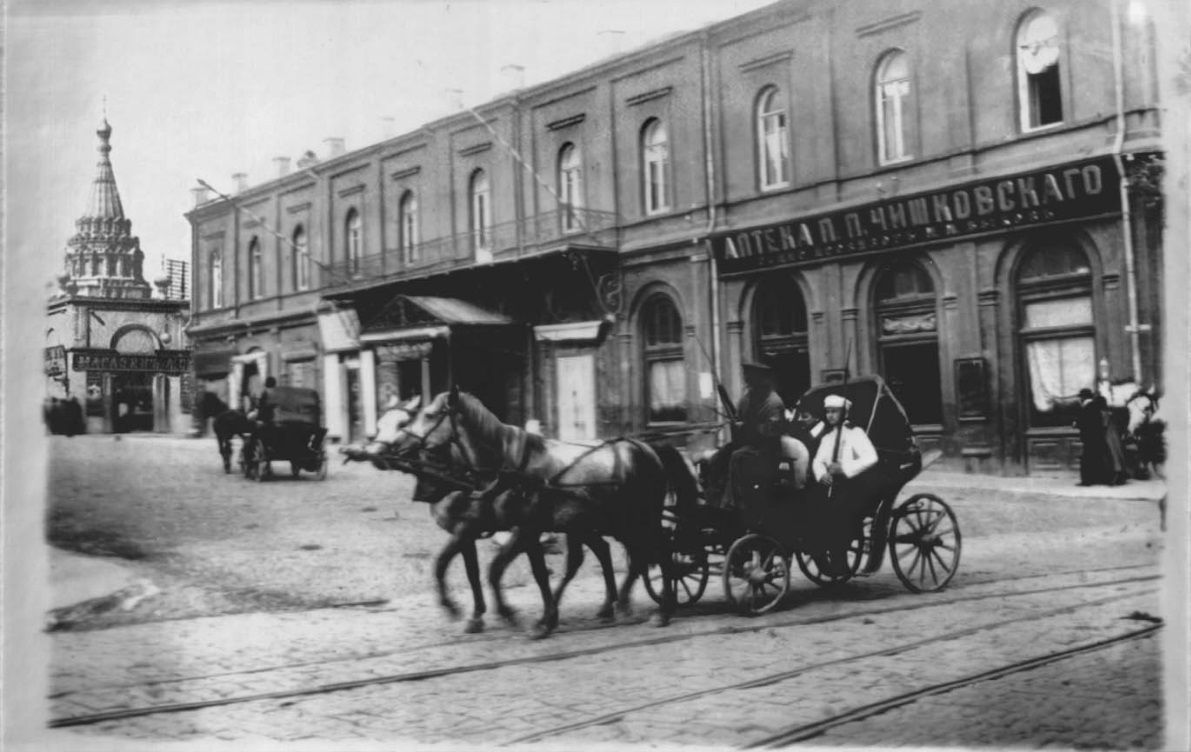
Гостиница «Метрополь». Начало XX века

Здание, в котором располагается музей, было построено в 1860-е годы как двухэтажный караван-сарай. Архитектором здания являлся Касым-бек Гаджибабабеков. С 1865 по 1890 год в этом здании находилось Бакинское благородное общественное собрание, где собиралась элита города и проводила благотворительные вечера и концерты. Именно в зале Бакинского благородного собрания 10 марта 1873 года с благотворительной целью был показан спектакль по пьесе Мирзы Фатали Ахундова «Приключения везиря Ленкоранского ханства», благодаря чему открыл свою историю национальный азербайджанский театр.
В 1915 году здание было передано под гостиницу «Метрополь» и был достроен третий этаж. В 1918—1920 годах в здании жили и работали сотрудники Кабинета министров Азербайджанской Демократической Республики. В 1920—30-х годах в здании размещался Совет профсоюзов Азербайджана.
В конце 1930-х годов в СССР проходит политически мотивированная кампания по приданию классику персидской поэзии Низами Гянджеви статуса национального азербайджанского поэта, приуроченная к празднованию 800-летия поэта. Распоряжением Совета Народных Комиссаров Азербайджанской ССР от 1 ноября 1939 года № 4972 в связи с 800-летним юбилеем со дня рождения «великого азербайджанского поэта» Низами Гянджеви в здании был создан мемориальный музей имени Низами. По проекту архитекторов Садыха Дадашева и Микаила Усейнова был проведен капитальный ремонт, установлены скульптуры на фасаде и возведены ещё два этажа. В дальнейшем мемориальный музей был преобразован в Музей азербайджанской литературы. Интерьер музея был оформлен Лятифом Керимовым.
В годы Второй мировой войны, когда в блокадном Ленинграде отмечали 800-летний юбилей «азербайджанского писателя» Низами Гянджеви, работы по размещению экспозиций в музее были продолжены. Несмотря на то, что начало музея было положено в 1939 году, музей открыл двери для посетителей только после победы в Великой Отечественной войне — 14 мая 1945 года. Дважды, в 1959 и 1967 годах музей был капитально отреставрирован, расширен и более усовершенствован. В 2001—2003 годах музей вновь претерпел ряд новейших изменений.
Летом 2005 года, после визита в музей президента Азербайджанской Республики Ильхама Алиева 30 декабря 2004 года, были подготовлены новые проекты, на основе которых приступили к капитальным реставрационным и ремонтно-восстановительным работам. Площадь экспозиции была увеличена до 2500 квадратных метров, количество залов доведено до 30 основных и 10 вспомогательных. Если до реставрации 2005 года в музее демонстрировалось около 1000 из более чем 120 тысяч экспонатов музея, то после реставрации их количество достигло 25 тысяч.
Музей ранее входил в состав Научного отдела Национальной академии наук Азербайджана. В июле 2022 года указом президента Азербайджана Национальный музей азербайджанской литературы имени Низами Гянджеви вместе со своими материалами был передан в подчинение министерству культуры Азербайджана.

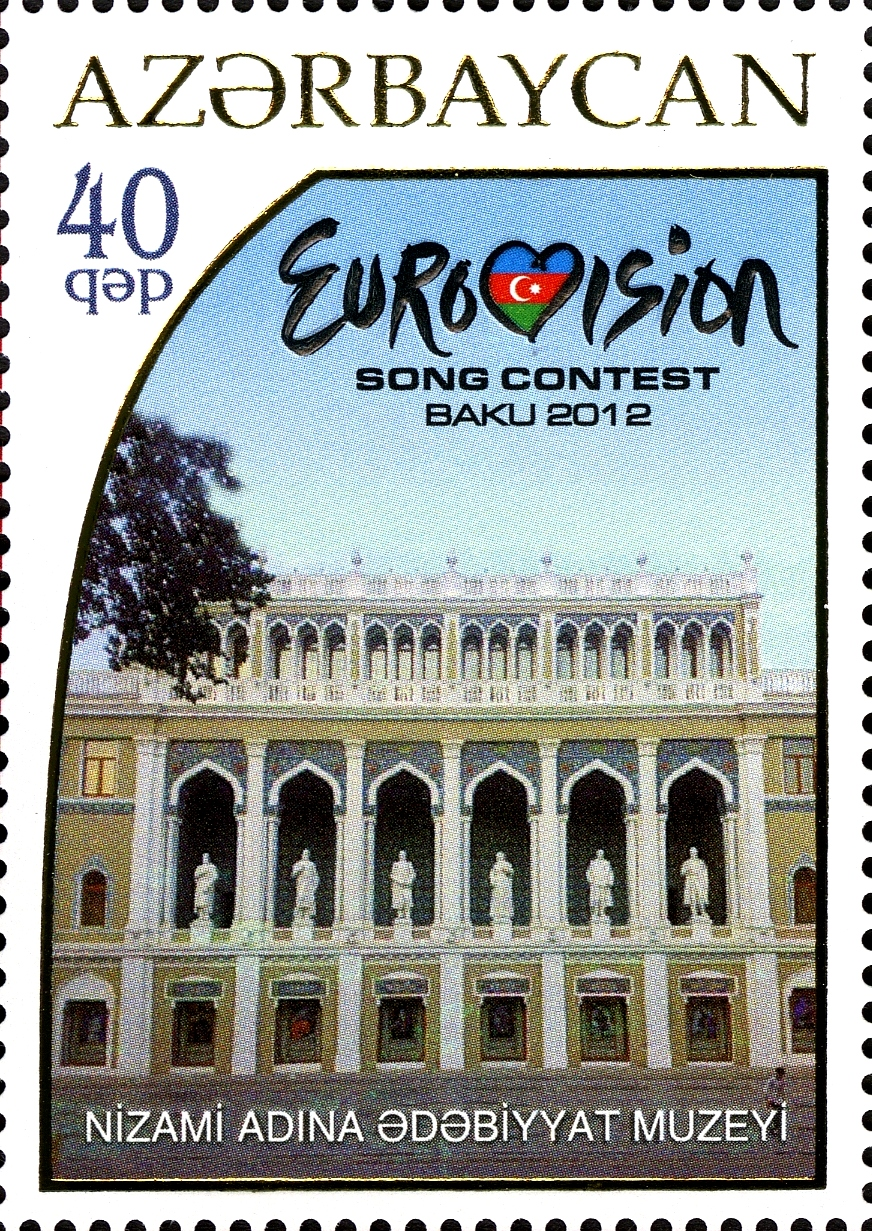
На почтовой марке Азербайджана
Макет здания музея в Культурном центре Гейдара Алиева

## Здание
Общая площадь музея составляет около 2500 м², из которых под экспозиции отведено 1409 м2, под фонды 173 м2. Часть здания отведена под книжный магазин.
На фасаде здания по оси арок установлены статуи выдающихся поэтов и писателей Азербайджана в такой очередности: Мухаммеда Физули (скульптор Ф. Абдуррахманов), Молла Панаха Вагифа (скульптор Д. Каръягды), Мирзы Фатали Ахундова (скульптор П. Сабсай), Хуршидбану Натаван (скульптор Е. Трипольская), Джалила Мамедкулизаде (скульптор Н. Захаров) и Джафара Джаббарлы (скульптор С. Кляцкий).

Статуи на фронтоне лоджии фасада здания музея
Физули. Скульптор Фуад Абдурахманов
Молла Панах Вагиф. Скульптор Джалал Карягды
Мирза Фатали Ахундов. Скульптор Пинхос Сабсай
Хуршидбану Натаван. Скульптор Е. Трипольская
Джалил Мамедкулизаде. Скульптор Н. Захаров
Джафар Джаббарлы. Скульптор С. Кляцкий

## Экспонаты
В 30 основных и 10 вспомогательных залах музея представлено более 3 тысяч рукописей, редких книг, иллюстраций, портретов, скульптур, миниатюр, воспоминаний писателей и других экспозиций. Гордостью музея является рукопись поэмы  классика персидской поэзии Низами Гянджеви «Искандар-наме», написанная в 1418 году (миниатюра из этой рукописи, принадлежащая ширазской школе, являлась наиболее древней по времени иллюстрацией поэм Низами в собраниях СССР), экземпляр переписанной рукописи Физули «Бянкю-Баде» (1569 год), «Восточная поэма на смерть Пушкина» — Мирзы Фатали Ахундова, а также личные автографы и другие экспонаты и экспозиции большой научной ценности. Также в музее, носящем имя Низами Гянджеви хранится портрет поэта, выполненный Газанфаром Халыковым в 1940 году, а также рукописи 1479 года поэм Низами Гянджеви с миниатюрами.

Миниатюры из рукописей
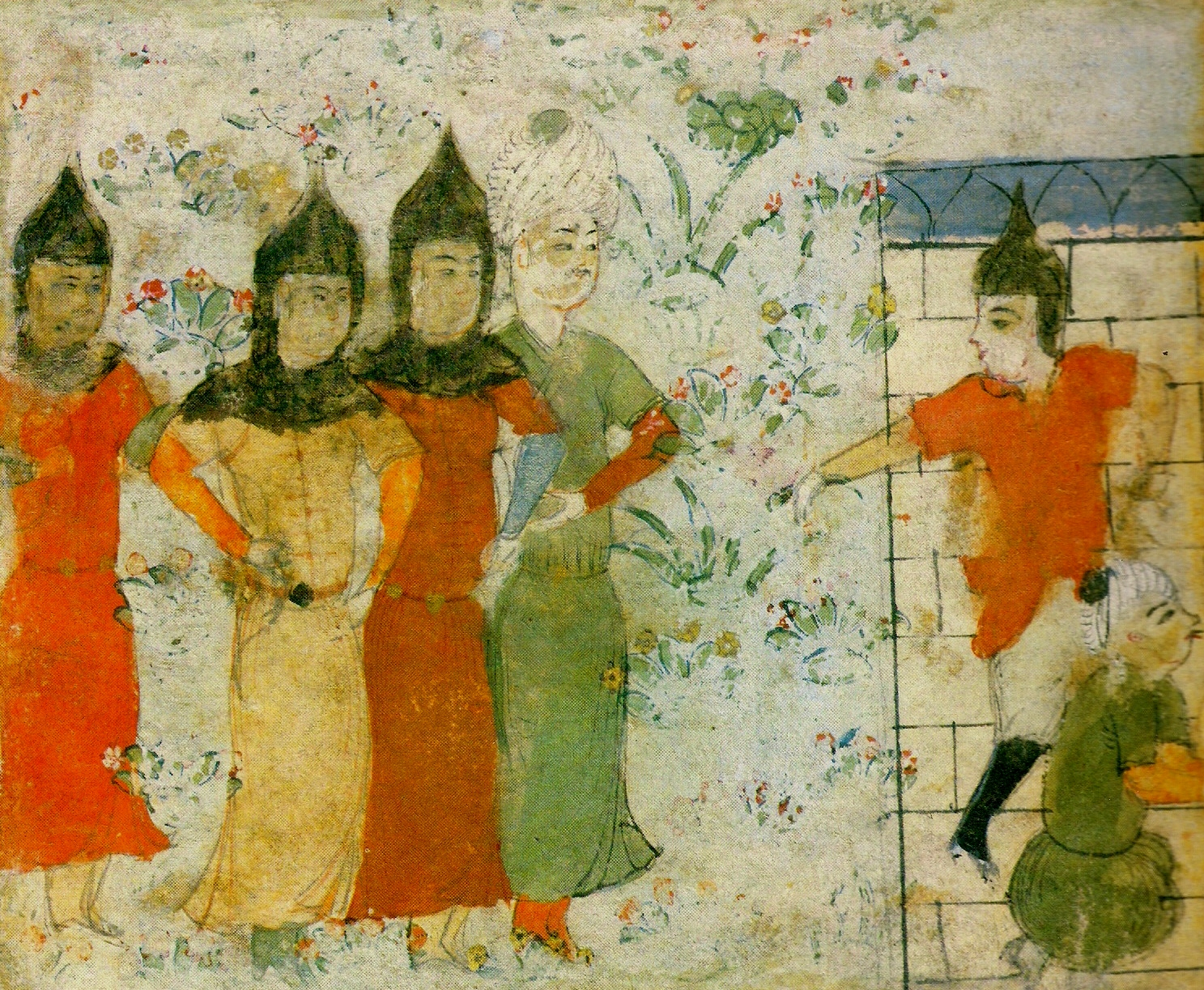
«Искандар разрушает капище огня». «Искандар-наме» Низами Гянджеви. Рукопись 1418 года
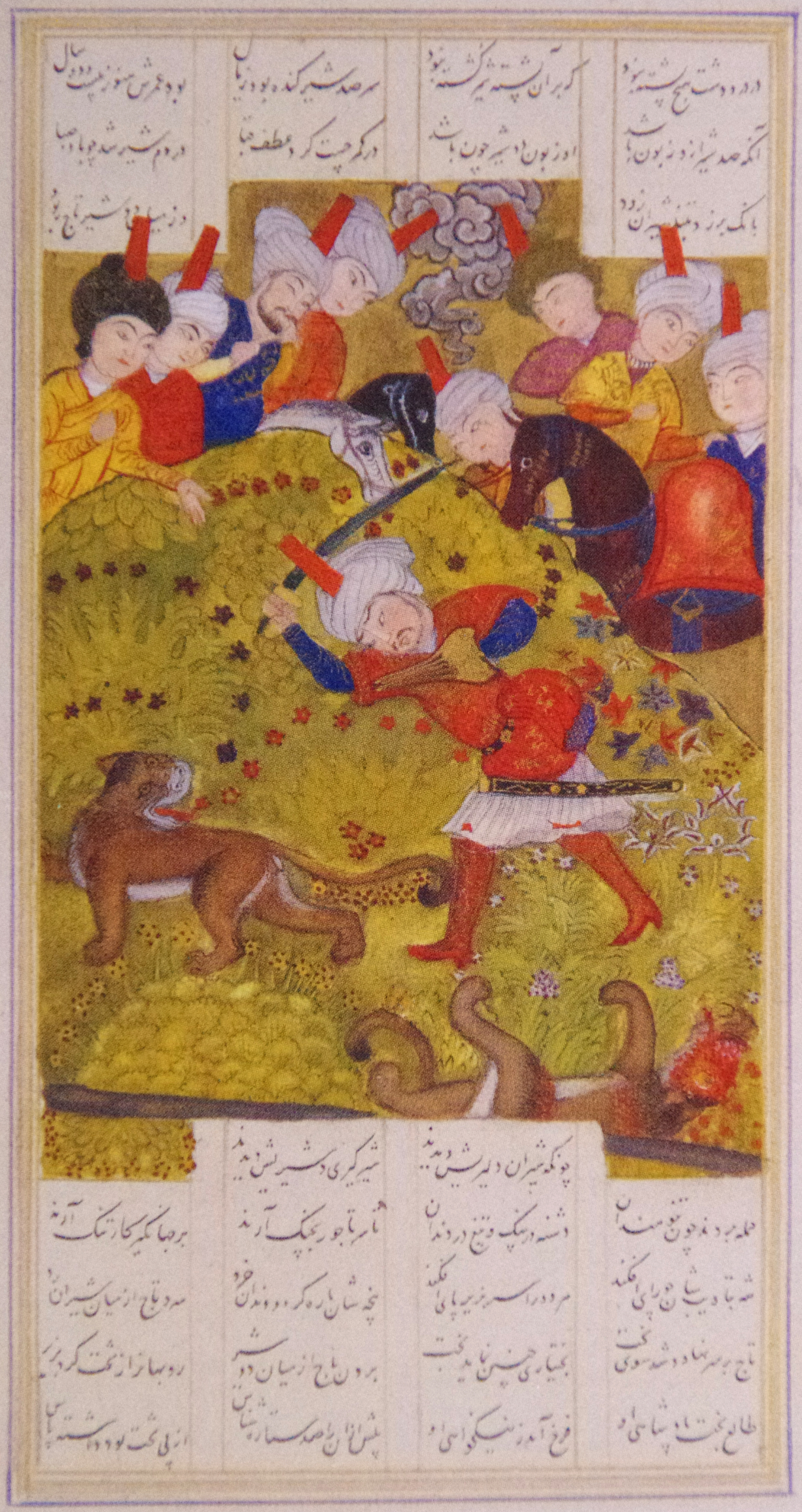
Бахрам сражается со львами. «Семь красавиц» Низами Гянджеви. 1479 год
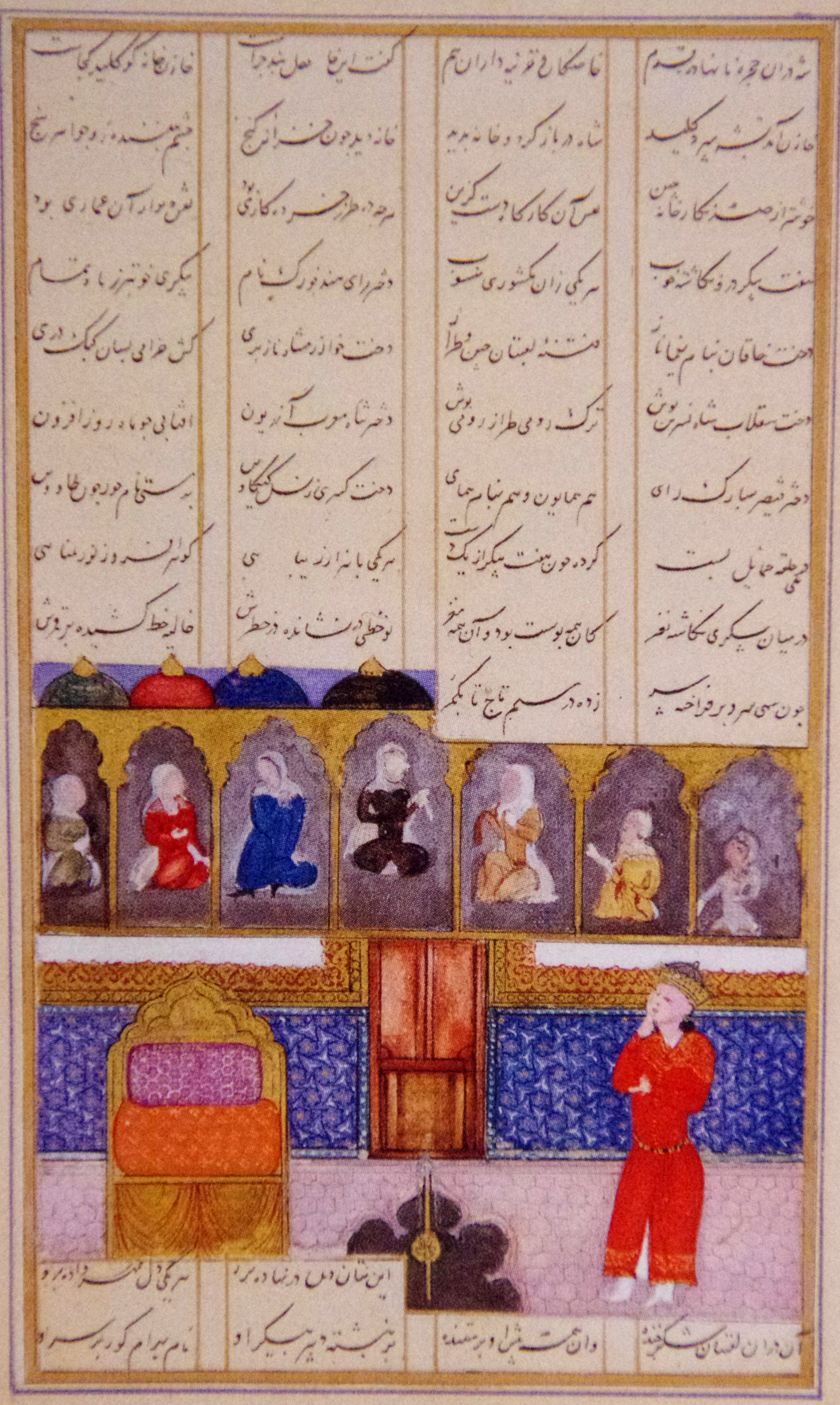
Бахрам  смотрит на портеты семи красавиц. «Семь красавиц» Низами Гянджеви. 1479 год
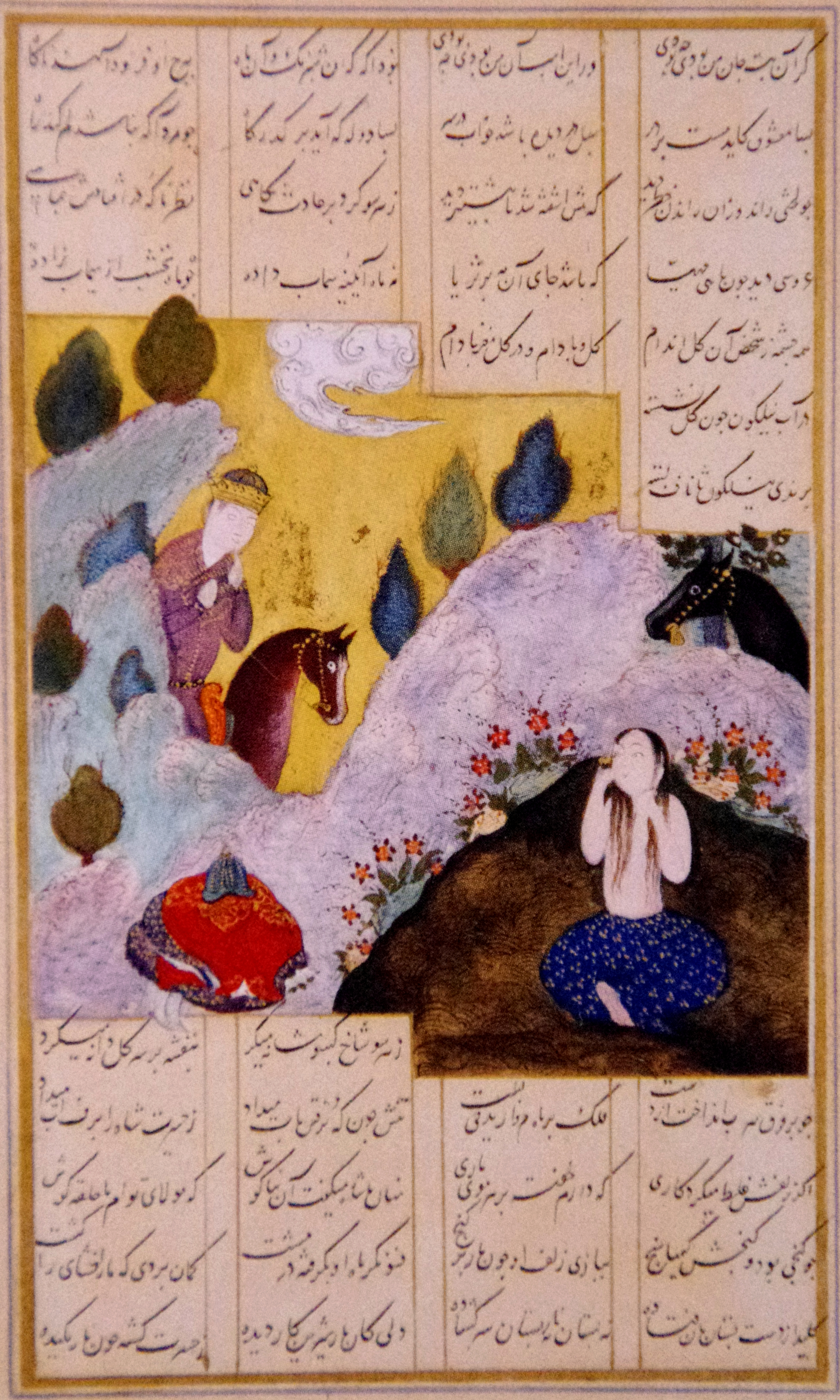
Хосров видит купающуюся Ширин. «Хосров и Ширин» Низами Гянджеви. 1479 год